# Малое Юрьево (Владимирская область)
Малое Юрьево — деревня в Муромском районе Владимирской области Российской Федерации, входит в состав Ковардицкого сельского поселения.

## География
Деревня расположена на берегу реки Картынь в 10 км на юго-запад от центра поселения села Ковардицы и в 10 км на запад от Мурома.

## История
Сельцо Юрьево в составе Васильевского прихода впервые упоминается в окладных книгах Рязанского епископа за 1676 год. Центром прихода была деревянная церковь во имя святого Василия Великого на Васильевском погосте, отмеченная в писцовых книгах 1629-30 годов, ныне располагающаяся на территории деревни. Из тех же писцовых книг видно, что на погосте было 2 храма. В 1731 году обе церкви сгорели, за исключением придельного храма во имя архистратига Михаила. В 1740 году прихожанами был выстроен новый деревянный храм во имя Василия Великого, в 1742 году к нему был пристроен придел в честь святой великомученицы Параскевы. В 1780 году вместо этого храма построен был новый с тремя престолами: главный во имя Василия Великого, в приделах во имя святого Николая Чудотворца и святой великомученицы Параскевы. В 1790 году был перестроен храм во имя Архангела Михаила, сделан теплым, но освящен был уже в честь Казанской иконы Божьей Матери. Постройка каменного храма на Васильевском погосте продолжалась 30 лет с 1830 до 1857 года, тем временем деревянные церкви были разобраны — теплая в 1840 году и холодная в 1855 году, лес же использовался на обжигание кирпича для строющегося храма. В каменном храме устроено три престола: главный в честь святого Василия Великого, в приделах теплых во имя святого Николая Чудотворца и святой великомученицы Параскевы. В самом сельце Малом Юрьеве в 1859 году было 10 дворов, в погосте Васильевском — 8 дворов и 54 жит.
В конце XIX — начале XX века сельцо Малое Юрьево входило в состав Ковардицкой волости Муромского уезда.
С 1929 года деревня Малое Юрьево входила в состав Пестенькинского сельсовета, с 2005 года — в составе Ковардицкого сельского поселения.

## Население
| 1859 |
| ---- |
| 75   |

| 1859 | 1905 | 1926 | 2002 | 2010 | 2012 | 2021 |
| ---- | ---- | ---- | ---- | ---- | ---- | ---- |
| 75   | ↗123 | ↗207 | ↘7   | ↗16  | ↘9   | ↗14  |

## Достопримечательности
В деревне находятся полуразрушенная Церковь Василия Великого (1830-1857) и деревянная действующая Церковь Параскевы Пятницы (1996), являющаяся подворьем Муромского Спасо-Преображенского монастыря.